# والابی پارما
والابی پارما (نام علمی: Macropus parma) کیسه‌داری از تیره درازپایان، سردهٔ درازپاها است که در نیو ساوت ولز در جنوب شرقی استرالیا زندگی می‌کند. در سیاهه قرمز IUCN، این جانور در وضعیت آسیب‌پذیر طبقه‌بندی شده است.